# 何偉龍
何偉龍（英語：Ho Wai Lung，1955年6月21日—2014年1月7日），是香港的已故知名男演員、資深戲劇導師，創辦灣仔話劇團，曾任亞洲電視訓練學院及香港演藝學院的戲劇講師。他除了在舞台劇演出以外，過往亦曾在電視出鏡。當中較為人熟知的，是在處境喜劇《城市故事》裡飾演地產分銷公司無良老闆、「忠誠地產」老闆蘇忠。

## 行政工作
團劇團藝術及行政總監 
灣仔劇團創辦人 
灣仔劇團藝術及行政總監 (1987-1992, 2006-2008)
香港話劇團助理藝術總監 (1992-2002)

## 教學工作
香港浸會大學校外進修院戲劇證書課程導師 (1981-1994)
無線電視藝員訓練班導師 (1986-1991) 
亞洲電視訓練學院電視藝員系導師 (1991-1992) 
香港話劇團「暑期戲劇營」課程設計及策劃 (1993-2001) 
灣仔劇團「劇壇新秀特訓營」課程設計及策劃 (2001, 2003, 2006, 2007) 
團劇團「劇壇新秀特訓營」課程設計及策劃 (2009, 2010) 

## 演出經驗
香港話劇團全職演員 (1979-1986) ，期間在五十多齣舞台劇中擔綱演出 
1980年參演香港電台單元劇《屋簷下》之《阿輝》擔演主角阿輝。
無線電視藝員 (1986-1991) ，曾經憑《城市故事》中「蘇忠」一角膾炙人口
亞洲電視藝員 (1991-1992) ，參與《開心主流派1991》演出
擔綱演出的作品眾多，略舉例一二：灣仔劇團《情比哥堅》之蘇鏗、《聊齋新誌》之孫潛、《再見女郎》之Elliot Garfield、《第二把交椅之瘋癲戲子》之馬俊龍。
香港話劇團《人民公敵》之史道民醫生、《側門》之肥波、《夢斷城西》之火麒麟、《他人的錢》之賈非格、《李爾王》之李爾王、《黑鹿開口了》之黑鹿、最後演出作品《長髮幽靈》等。

## 導演作品
導演作品超過150部 
香港話劇團的《今晚我地爆肚》 (1982，與黃馨合導) 、《雪山飛狐》 (1983，副導演) 、《三對冤家三個家》 (1993) 、《似是故人來》 (1994) 、 《一僕二主》 (1995) 、 《Miss杜十娘》 (1996) 、 《非關男女》 (1996) 、《一九四一》 (1997) 、 《戇病夫妙計試真情》 (1998) 、 《案發現場》 (1998) 、《開市大吉》 (1999) 、《伊狄帕斯王》 (2000) 、 《讓我愛一次》 (2000、2002) 、《靈慾劫》 (2001) 、《香港一定得》 (2001) 、 《尋妻記》 (2003) 、 《長髮幽靈》 (2003、2006) 、《找個人和我上火星》 (2004年3月及10月) 、 《私房菜》 (2004) 、《一夜歌‧一夜情》 (2004) 及《生殺之權》 (2005) 
羅富國教育學院學生會的《鐵窗》 (1985) 及《生殺之權》 (1986)
香港浸會大學校外進修學院的《安妮‧法蘭日記》 (1987) 、《為乜》 (1987，由其本人編寫) 、《困獸》 (1987) 、《暖毛毛》 (1987) 、《小城風光》 (1988) 、 《他們的真理》 (1989) 、《刀在心中》 (1989) 、《水晶石》 (1989) 、《太平門》 (1989) 、《一條線》 (1990) 、《強者》 (1990) 、《朱秀才》 (1990) 、《再見……陌路人》 (1991) 、《淵》 (1991) 、《年初二》 (1991) 、《榕樹下》 (1991) 、《幻影組曲》 (1992) 及《烏喱單刀做大騷》 (1993) 
灣仔劇團的《帶菌者》 (1984) 、《為乜》 (1984) 、《焱滅》 (1985) 、《刀在心中》 (1987) 、《應有此報》 (1987) 、《情比哥堅》 (1988) 、《女店主》 (1989) 、 《聊齋新誌》 (1989、1992、1993) 、《取西經》 (1990、1999) 、《再見女郎》 (1991) 、《擺檔俏冤家》 (1991、1994) 、《飛躍紅船》 (1992) 、《五個受傷的女人》 (1995、1996) 、《神蹟速銷》 (2000) 、《榕樹下》(2001、2003、2006)、 《鄉心一夜》 (2002) 、《我對青春無悔 (五度重演) 》 (2003) 、《再度飛躍紅船》 (2003) 、《洗手間》 (2004) 、《唔鍾意做戲》 (2004) 、《抱泡夢》 (2005) 、 《彌敦道兩岸》 (2005、2006) 、《橫觀直看打斜Look》 (2006、2007) 、《一夜歌再續一夜情》 (2006) 、《小島芸香》 (2007) 、《幻彩人生》 (2007) 、《第二把交椅之瘋癲戲子》 (2008) 及《秒速18米》 (2008) 
《第二把交椅之瘋癲戲子》乃何偉龍先生特別為慶祝灣仔劇團建團廿五週年而自編、自導及領銜主演的嘔心瀝血作品，獲業界一致好評。《秒速18米》則是有關本港七屆單車冠軍洪松蔭的作品，叫好叫座，網內網外皆口碑載道 
團劇團的《聊齋新誌》、《Blogway Show》、《君住廟街頭‧妾住廟街尾》、《寢室物語》、《榕樹下》、《讓我愛一次》、《一夜歌‧一夜情2010》、《凝在半空的流星》、《長髮幽靈》(2013)。

## 獎項
香港戲劇協會頒發「十年傑出成就獎」 (1994) 
憑《讓我愛一次》獲香港戲劇協會「第十屆香港舞台劇獎」之最佳導演獎 (喜 / 鬧劇) (2001) 
憑《第二把交椅之瘋癲戲子》獲「第十八屆香港舞台劇獎」之最佳男主角獎 (喜／鬧劇) (2009) 
獲香港特區政府頒授『民政事務局局長嘉許獎』以表揚其在業界的貢獻 (2006) 
獲香港藝術發展局頒授「2009香港藝術發展局獎」之「年度最佳藝術家獎」 (戲劇界別)

## 逝世
2014年1月7日早上7時因病逝世，終年58歲，他生前創辦的團劇團在早上10時在官方facebook網頁內公佈何偉龍今早離世，2014年1月27日早上於將軍澳聖安德肋堂舉行追悼儀式。